# Flectonotus fitzgeraldi
Espèce
Synonymes
- Gastrotheca fitzgeraldi Parker, 1934

Statut de conservation UICN

 EN B1ab(iii) : En danger
Flectonotus fitzgeraldi est une espèce d'amphibiens de la famille des Hemiphractidae.

## Répartition
Cette espèce se rencontre à Trinité-et-Tobago et dans la péninsule de Paria au Venezuela du niveau de la mer jusqu'à 1 000 m d'altitude.

## Description
Flectonotus fitzgeraldi mesure de 19 à 24 mm.

## Étymologie
Cette espèce est nommée en l'honneur de Leslie Desmond Foster Vesey-Fitzgerald (1909–1974).

## Publication originale
- Parker, 1934  : Some frogs and toads of Trinidad. Tropical Agriculture, Trinidad, vol. 11, no 5, p. 123.